# Bão Xangsane (2006)
Bão Xangsane  (trong tiếng Lào có nghĩa là "con voi lớn"), còn được gọi là Bão Milenyo tại Philippines hay Bão số 6 năm 2006 tại Việt Nam, là một xoáy thuận nhiệt đới lớn được hình thành từ vùng biển phía đông quần đảo Philippines vào cuối tháng 9 năm 2006. Bão đã ảnh hưởng lớn đến Philippines cũng như Miền Trung Việt Nam

## Lịch sử khí tượng
Vào lúc 21:00 UTC ngày 30 tháng 9 năm 2006 (04:00 giờ ngày 1 tháng 10 tại Việt Nam), JMA thông báo tâm bão Xangsane ở gần 16,1° vĩ bắc, 109,2° kinh đông, với tốc độ gió tối đa khoảng 150 km/h (80 hải lý/h, 90 dặm/h). Áp suất tại khu vực tâm bão là 955 hPa và di chuyển về hướng tây với vận tốc khoảng 17 km/h (9 hải lý/h). Hồi 18:00 UTC, JTWC thông báo bão 18W (Xangsane) cách Huế, Việt Nam khoảng 230 km (125 hải lý, 145 dặm) về phía đông đông nam, với sức gió tối đa kéo dài 10 phút vào khoảng 165 km/h (90 hải lý/h, 105 dặm/h), gió giật tới 205 km/h (110 hải lý/h, 125 mph).
Theo vietnamnet.vn, cập nhật lúc 06:38 ngày 01 tháng 10 năm 2006 (GMT+7) thì hồi 4:00, vị trí tâm bão ở vào khoảng 16,0° vĩ bắc; 109,1° kinh đông, cách bờ biển Đà Nẵng đến Quảng Ngãi khoảng 70 km về phía đông. Sức gió mạnh nhất ở vùng gần tâm bão mạnh cấp 13 (tức là từ 134 đến 149 km/h), giật trên cấp 13.
Vào lúc 0:00 UTC ngày 1 tháng 10 năm 2006 (07:00 giờ tại Việt Nam), JMA thông báo tâm bão Xangsane ở gần 16,1° vĩ bắc, 108,6° kinh đông, với tốc độ gió tối đa khoảng 150 km/h (80 hải lý/h, 90 dặm/h). Áp suất tại khu vực tâm bão là 955 hPa và di chuyển về hướng tây với vận tốc khoảng 18,5 km/h (10 hải lý/h). Hồi 0:00 UTC, JTWC thông báo bão 18W (Xangsane) cách Đà Nẵng, Việt Nam khoảng 10 km (60 hải lý, 69 dặm) về phía đông đông nam, với sức gió tối đa kéo dài 10 phút vào khoảng 165 km/h (90 hải lý/h, 105 dặm/h), gió giật tới 205 km/h (110 hải lý/h, 125 dặm/h). Sóng cao nhất đạt 7 m (23 ft).
Bão Xangsane đổ bộ vào Đà Nẵng vào sáng ngày 1 tháng 10. Tại Đà Nẵng ghi nhận gió mạnh 137 km/h và giật 158 km/h (cấp 13 giật cấp 14), Tam Kì (Quảng Nam) ghi nhận gió mạnh 83 km/h giật 137 km/h (cấp 9 giật cấp 13).

## Ảnh hưởng của cơn bão

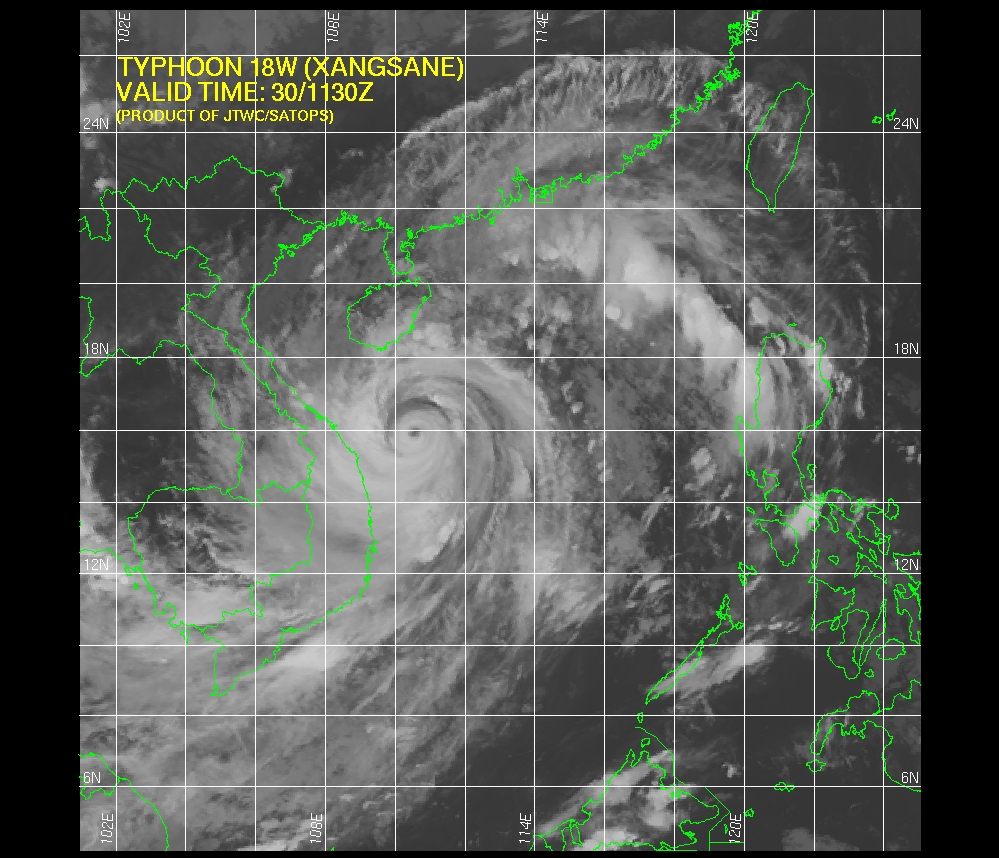
Bão Xangsane trước khi đổ bộ vào Đà Nẵng (Việt Nam)

### Tại Philippines
Theo tin từ BBC, bão Xangsane là cơn bão thứ 13 tấn công Philippines từ đầu năm đến nay.  Có nhiều tin khác nhau về số người chết ở Philippines, trong đó con số ít nhất là 16, nhưng có hãng tin nói 48 người đã chết tính đến chiều thứ Sáu, ngày 29 tháng 9 năm 2006.
Thủ đô Manila bị thiệt hại nặng vì bão, ngày 28 và 29 tháng 9 là hai ngày liên tục mà các văn phòng, trường học phải đóng cửa.

### Tại Việt Nam
Lần đầu tiên trong lịch sử ngành dự báo khí tượng thủy văn Việt Nam, rút kinh nghiệm từ bài học của cơn bão Chanchu, cơ quan chức năng đã sử dụng khái niệm cấp 13 và trên cấp 13 trong thang sức gió Beaufort.
Nhận thức được độ nguy hiểm của cơn bão này, Chính phủ Việt Nam đã gấp rút chuẩn bị công tác phòng chống bão  Lưu trữ ngày 6 tháng 10 năm 2006 tại Wayback Machine. Tại miền Trung đã thực hiện cuộc "di dân kỷ lục" với khoảng 180.000 người dân  Lưu trữ ngày 21 tháng 10 năm 2006 tại Wayback Machine (có tin khác là 300.000 dân  Lưu trữ ngày 18 tháng 10 năm 2006 tại Wayback Machine) để tránh bão mặc dù trước đó có nhận định "Không dễ thực hiện sơ tán hơn 18 vạn dân tránh bão số 6 chỉ trong 17 giờ."  Lưu trữ ngày 10 tháng 5 năm 2007 tại Wayback Machine
Theo báo cáo của Ban Chỉ đạo Phòng chống lụt bão Trung ương, tính đến ngày 4 tháng 10, đã có 59 người bị chết, 7 người mất tích do trận bão khủng khiếp này cũng như các trận lũ sau đó. Ngoài ra, khoảng 527 người bị thương, gần 16.000 nhà sập, hơn 77.000 nhà tốc mái và 52.000 nhà bị ngập trong nước, gần 579 tàu thuyền hư hại. Ước tính tổng số thiệt hại hơn 10.000 tỷ đồng .
Tại Đà Nẵng
Đà Nẵng ghi nhận 9.906 căn nhà bị sập và 25.000 căn nhà bị tốc mái. Vì khu vực này có gió bão cấp 13 và giật cấp 14  giật nên mới có hậu quả như vậy. Bão kéo lùi sự phát triển của TP này lên tới 10 năm.
Tại Huế
Huế ghi nhận 422 nhà sập và 14.661 căn bị tốc mái. Gần 17.000 căn nhà bị ngập trong nước. 
Tại Quảng Nam
Sau bão Xangsane, lũ đã về đến mức kỷ lục kể từ năm 1995 ở thượng nguồn sông Đà, sông Thao, lũ còn cuốn trôi 150m bờ kè sông Vu Gia, phá thành một cửa sông mới rồi chảy vào khu vực Đồng Miếu dẫn ra sông Quảng Huế. Khoảng 1.370 hộ dân ven sông hai xã Đại Cường, Đại Hoà thuộc huyện Đại Lộc, tỉnh Quảng Nam bị đe doạ tính mạng, tài sản. Thành phố Đà Nẵng có thể khủng hoảng nguồn nước sinh hoạt trong mùa khô do Nhà máy nước Cầu Đỏ của Đà Nẵng sẽ bị thiếu nguồn cung cấp vì sự nhiễm mặn nguồn nước sinh hoạt... nhất là trong mùa khô.

## Hỗ trợ khắc phục bão Xangsane

### Tổng hợp thiệt hại
Cơn bão số 6 (Xangsane) đổ bộ vào Đà Nẵng, một phần Quảng Ngãi, Quảng Nam và Thừa Thiên Huế đã gây thiệt hại nặng nề cho các tỉnh này. Sau bão, mưa lũ khiến nước dâng cao cũng khiến các tỉnh miền Trung khác bị ảnh hưởng. Bão số 6 và mưa lũ đã làm 71 người thiệt mạng, hơn 500 người bị thương, thiệt hại trên 10 tỷ đồng.

### Bồi thường thiệt hại
Riêng Tổng công ty bảo hiểm Việt Nam (Bảo Việt), tính đến hết ngày 4 tháng 10 năm 2006, gần 70 khách hàng đã được Bảo Việt giám định thiệt hại tại hiện trường. Mức độ tổn thất bước đầu được Bảo Việt thống kê khoảng trên 100 tỷ đồng và sẽ được chi trả tới các nạn nhân.

### Chính phủ Việt Nam
Ngay sau khi tổng hợp thiệt hại do bão, mưa lũ gây ra tại các tỉnh miền Trung, Ban chỉ đạo Phòng chống lụt bão Trung ương của Việt Nam đã kiến nghị Chính phủ Việt Nam hỗ trợ gấp các tỉnh 150 tỷ đồng.
Thủ tướng Chính phủ Việt Nam Nguyễn Tấn Dũng ký Quyết định 1323/QĐ-TTg hỗ trợ 161 tỷ đồng cho các địa phương để khắc phục hậu quả do bão số 6 và mưa lũ do bão gây ra.
Trong đó, Đà Nẵng là địa phương bị thiệt hại nặng nề nhất được hỗ trợ 40 tỷ đồng; tiếp sau đó đến Thừa Thiên Huế 30 tỷ đồng, Quảng Nam 30 tỷ đồng. Đối với các tỉnh bị thiệt hại do lũ sau bão gây ra, Chính phủ quyết định hỗ trợ mỗi tỉnh Nghệ An, Hà Tĩnh, Quảng Bình, Quảng Trị, Quảng Ngãi 10 tỷ đồng. Tỉnh Bình Định được hỗ trợ 3 tỷ đồng, Phú Yên 2 tỷ đồng và Kon Tum 6 tỷ đồng.

### Các tổ chức quốc tế và chính phủ các nước
Trong chuyến thăm hữu nghị chính thức Việt Nam từ ngày 29 tháng 9 đến 3 tháng 10 năm 2006, ngày 2 tháng 10 Tổng thống Cộng hòa Séc Vaclav Klaus đã thông báo về quyết định của Chính phủ và nhân dân Cộng hòa Séc viện trợ khẩn cấp 100 000 USD cho nhân dân Việt Nam vùng bị thiệt hại nặng nề do cơn bão Xangsane.
Ngày 6-10, Đại sứ quán Hoa Kỳ tại Hà Nội ra thông cáo cho biết, Mỹ sẽ viện trợ khẩn cấp 100.000 USD cho nhân dân Việt Nam để đáp ứng các nhu cầu nhân đạo sau những thiệt hại do bão Xangsane (Bão số 6) gây ra.

### Tổ chức, đoàn thể, tôn giáo, kiều bào và người dân trong nước
Thành phố Hà Nội hỗ trợ 2 tỷ cho người dân Quảng Trị, Thừa Thiên-Huế, Quảng Nam, Quảng Ngãi, thành phố Đà Nẵng, mỗi địa phương 400 triệu đồng.
Ngân hàng Đầu tư-Phát triển VN vừa chi 900 triệu đồng từ quỹ thu nhập và tiền lương của CB-CNV để hỗ trợ đồng bào bị nạn trong bão số 6.

## Một số thông tin về đường đi cơn bão
- Đường đi của bão Lưu trữ ngày 2 tháng 10 năm 2006 tại Wayback Machine

Dự đoán hướng đi của bão theo thông báo bão của các cơ quan khí tượng:
- HongKong Lưu trữ ngày 23 tháng 8 năm 2006 tại Wayback Machine
- Việt Nam Lưu trữ ngày 10 tháng 11 năm 2006 tại Wayback Machine
- Hải Quân Hoa Kỳ Lưu trữ ngày 3 tháng 9 năm 2006 tại Wayback Machine
- Nhật Bản

Ảnh vệ tinh bão:
- Philippine
- Ảnh vệ tinh bão XANGSANE 2006
- Hải quân Hoa Kỳ Lưu trữ ngày 12 tháng 9 năm 2006 tại Wayback Machine
- GOES IR Biển Đông Lưu trữ ngày 5 tháng 12 năm 2006 tại Wayback Machine
- Singapore ASEAN Lưu trữ ngày 13 tháng 11 năm 2006 tại Wayback Machine
- Ảnh Vệ Tinh Vùng Đông Nam Á Lưu trữ ngày 4 tháng 7 năm 2006 tại Wayback Machine theo trang Dự Báo Thời Tiết Bão Lụt Việt Nam.

Ảnh về tác hại cơn bão tại Việt Nam:
- Ảnh bão Xangsane tàn phá miền Trung